# Parnaso (Tupã)
Parnaso é um distrito do município brasileiro de Tupã, no interior do estado de São Paulo.

## História

### Origem
Vindo de Marília, Tertuliano Soares Albergaria adquiriu terras de Lélio Piza e fundou em 1935 no município de Glicério um patrimônio que chamou de Parnaso, em homenagem ao monte do mesmo nome existente na antiga Grécia.
A economia estava baseada na agricultura. Em 1937, já possuía uma máquina de beneficiar arroz e, mais tarde, uma de beneficiar café, facilitando a comercialização para Pompeia e Garça ou para ser vendido, algumas vezes, diretamente em Santos.
Em 1938 a estação ferroviária de Parnaso já estava sendo projetada para atender o distrito. Tertuliano Soares de Albergaria doara então à Companhia Paulista de Estradas de Ferro um terreno para que ali fosse construída a estação e os armazéns necessários. A estação ferroviária foi inaugurada pela Cia. Paulista em 15/11/1941, impulsionando o desenvolvimento do local.

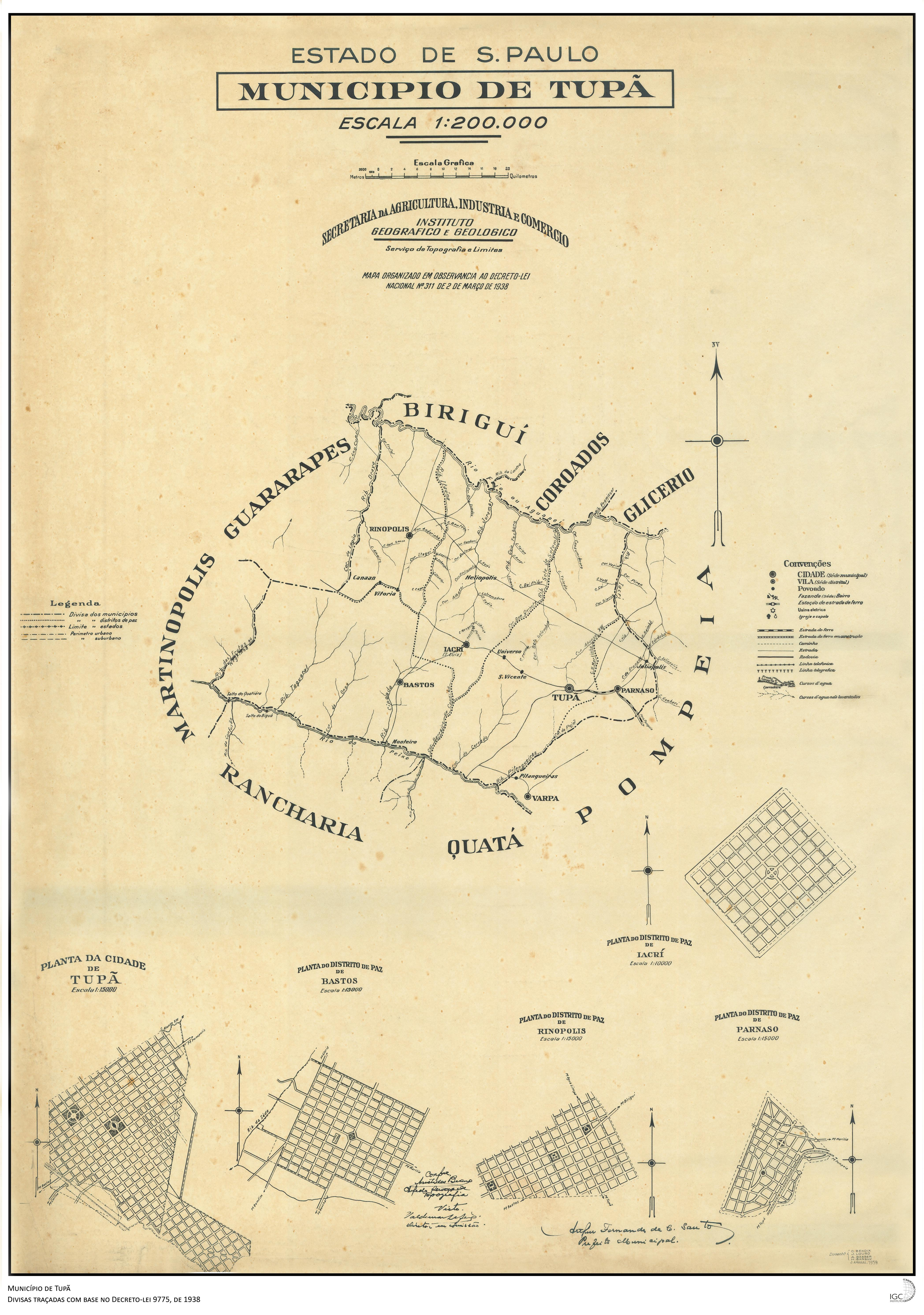
Mapa do município de Tupã (1938).

Em 1944 Parnaso perde a condição de distrito e parte de seu território original, inclusive o povoado de Juliápolis, que foi elevado à distrito de com o nome de Juliânia. Em 1953, quando Parnaso foi elevado à distrito novamente, os moradores começaram a fazer as suas reivindicações, como telefonia, energia elétrica, que era fornecida por um motor que chegou em 1965, juntamente com a água encanada.
O Tupã Country Club e a chegada do asfalto, ligando Parnaso a Tupã, foram conquistas alcançadas pelo distrito. A estação de tratamento de esgotos foi construída em 1997 e em 2008 foi feita a pavimentação asfáltica urbana do distrito.

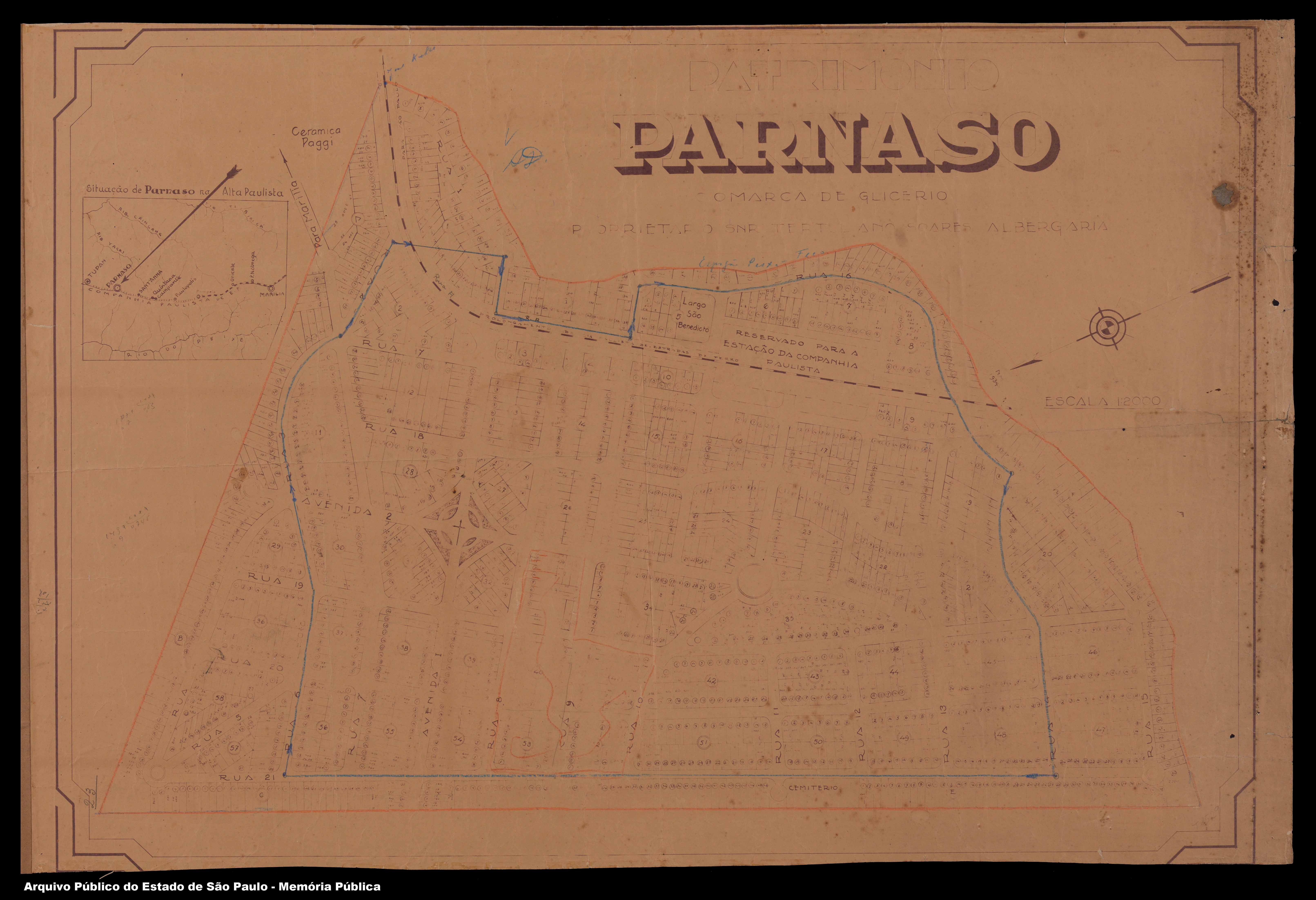
Planta da área urbana original.

### Formação administrativa
- Distrito criado pela Lei nº 3.077 de 29/09/1937 no município de Glicério[5][6].
- Pelo Decreto n° 9.775 de 30/11/1938 foi transferido para o recém criado município de Tupã[7].
- Pelo Decreto-Lei n° 14.334 de 30/11/1944 foi extinto, onde parte de seu território foi anexada ao distrito sede de Tupã e parte ao distrito de Juliânia, no município de Herculândia[8].
- Distrito criado novamente pela Lei n° 2.456 de 30/12/1953, com sede no povoado de igual nome e território desmembrado do distrito de Tupã (sede)[9][10].
- Decreto nº 23.460 de 15/07/1954 - Cria a 1.ª subdelegacia de polícia do distrito de Parnaso, no município de Tupã[11].

## Geografia

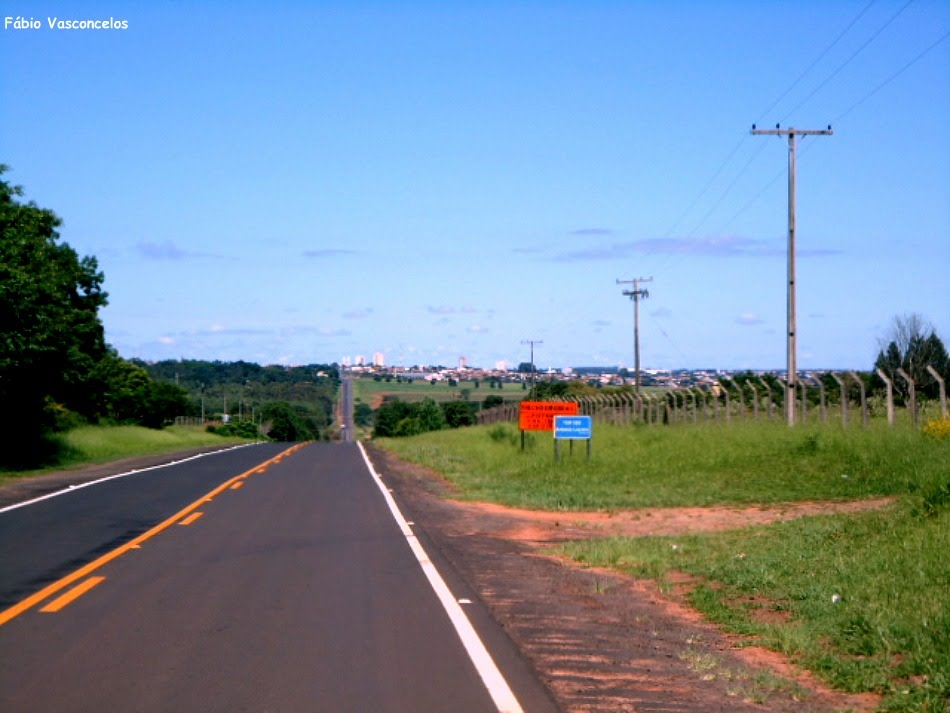
Estrada vicinal Tupã-Parnaso.

### Demografia

#### População urbana
| Crescimento população urbana | Crescimento população urbana | Crescimento população urbana | Crescimento população urbana |
| Censo                        | Pop.                         |                              | %±                           |
| ---------------------------- | ---------------------------- | ---------------------------- | ---------------------------- |
| 1940                         | 202                          |                              | —                            |
| 1960                         | 373                          |                              | —                            |
| 1970                         | 312                          |                              | −16,4%                       |
| 1980                         | 402                          |                              | 28,8%                        |
| 1991                         | 431                          |                              | 7,2%                         |
| 2000                         | 454                          |                              | 5,3%                         |
| 2010                         | 460                          |                              | 1,3%                         |
| Fonte: IBGE e Fundação SEADE |                              |                              |                              |

#### População total
Pelo Censo 2010 (IBGE) a população total do distrito era de 661 habitantes.

### Área territorial
A área territorial do distrito é de 41,835 km².

### Rodovias
Localiza-se a 5 km da Estância Turística de Tupã através de estrada vicinal.

### Ferrovias
Linha Tronco Oeste (Companhia Paulista de Estradas de Ferro), estando a ferrovia atualmente desativada sob concessão da Rumo Malha Paulista.

## Serviços públicos

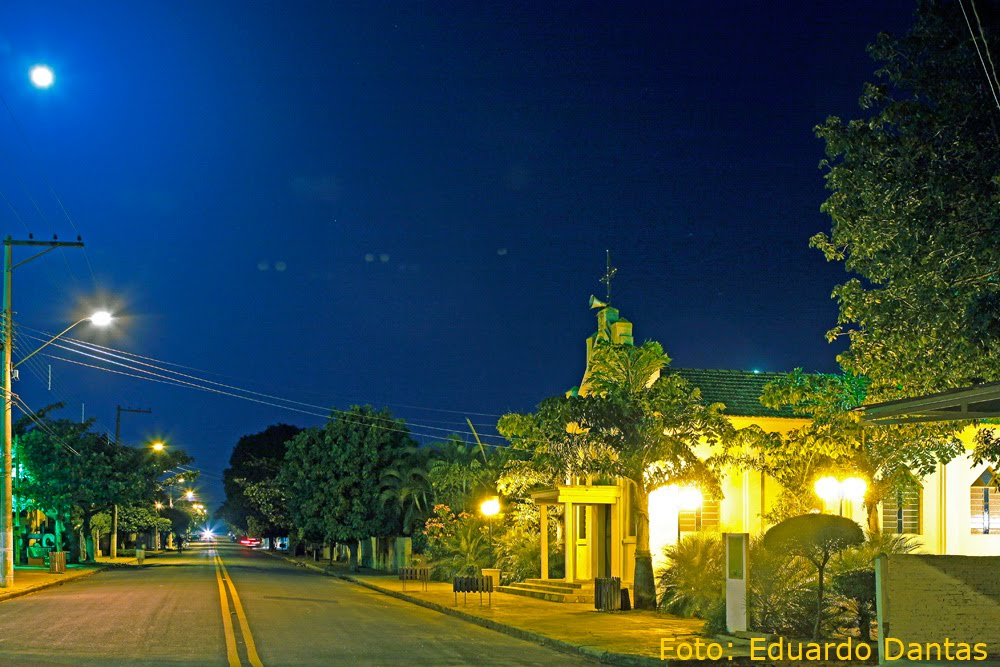
Aspecto local.

### Registro civil
Atualmente é feito no próprio distrito, pois o Cartório de Registro Civil das Pessoas Naturais ainda continua ativo. O primeiro cartório, pertencente a Antônio Albergaria Pereira, e depois a Veriato Soares Albergaria, foi extinto e transferido para Juliânia. Quando Parnaso foi elevado a categoria de distrito novamente, o cartório foi reinstalado. Os primeiros registros dos eventos vitais realizados neste cartório são:
- Nascimento: 24/04/1954
- Casamento: 29/06/1954
- Óbito: 14/06/1954

### Saneamento
O serviço de abastecimento de água é feito pela Companhia de Saneamento Básico do Estado de São Paulo (SABESP).
- Sistema de abastecimento: Parnaso
- Processo de tratamento: Desinfecção e Fluoretação
- Manancial: Poço P-1
- Local(is) abastecido(s): Parnaso

### Energia
A responsável pelo abastecimento de energia elétrica é a Energisa Sul-Sudeste, antiga Vale Paranapanema (distribuidora do grupo Rede Energia).

## Atividades econômicas
Em razão do cansaço do solo, assim como das dificuldades de se manter o custeio da cultura, o café deu lugar às pastagens, à seringueira e à horticultura de estufa.

## Religião

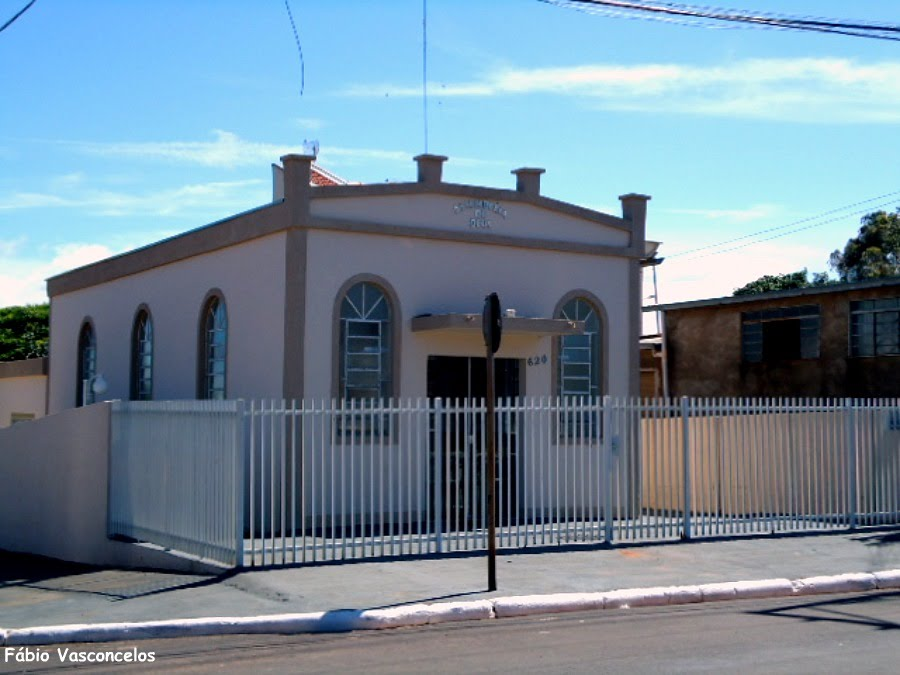
Assembleia de Deus.

O Cristianismo se faz presente no distrito da seguinte forma:

### Igreja Católica
- A igreja faz parte da Diocese de Marília[24].

### Igrejas Evangélicas
- Assembleia de Deus - O distrito possui uma congregação da Assembleia de Deus Ministério do Belém, vinculada ao Campo de Tupã. Por essa igreja, através de um início simples, mas sob a benção de Deus, a mensagem pentecostal chegou ao Brasil. Esta mensagem originada nos céus alcançou milhares de pessoas em todo o país, fazendo da Assembleia de Deus a maior igreja evangélica do Brasil[25].
- Congregação Cristã no Brasil[26].

## Personalidades
É motivo de orgulho para os moradores ter como membro da comunidade o ex-jogador de futebol “Tupãzinho”, que durante muito tempo defendeu com garra o time do Corinthians.